# RBX
Eric Dwayne Collins poznatiji kao RBX je američki reper iz Long Beacha u Kaliforniji.

## Death Row Records
RBX se pridružio Death Row Recordsu 1992. zajedno sa Snoop Doggom i Daz Dillingerom.

## Ostalo
RBX trenutno ima potpisan ugovor za Snoop Doggovu diskografsku kuću Doggy Style Records, zajedno s bivšim članovima Death Row Recordsa kao što su Tha Dogg Pound, Kurupt, Daz Dillinger, Nate Dogg, Tray Deee, Soopafly, Lady of Rage i Warren G.

## Diskografija

### Studijski albumi
- 1995.: The RBX Files
- 1999.: No Mercy, No Remorse
- 2004.: Ripp Tha Game Bloody: Street Muzic
- 2005.: The Shining
- 2007.: Broken Silence

### Zajednički albumi
- 2010.: Concrete Criminal Gang
- 2011.: Stay Of Execution